# Vicinanza

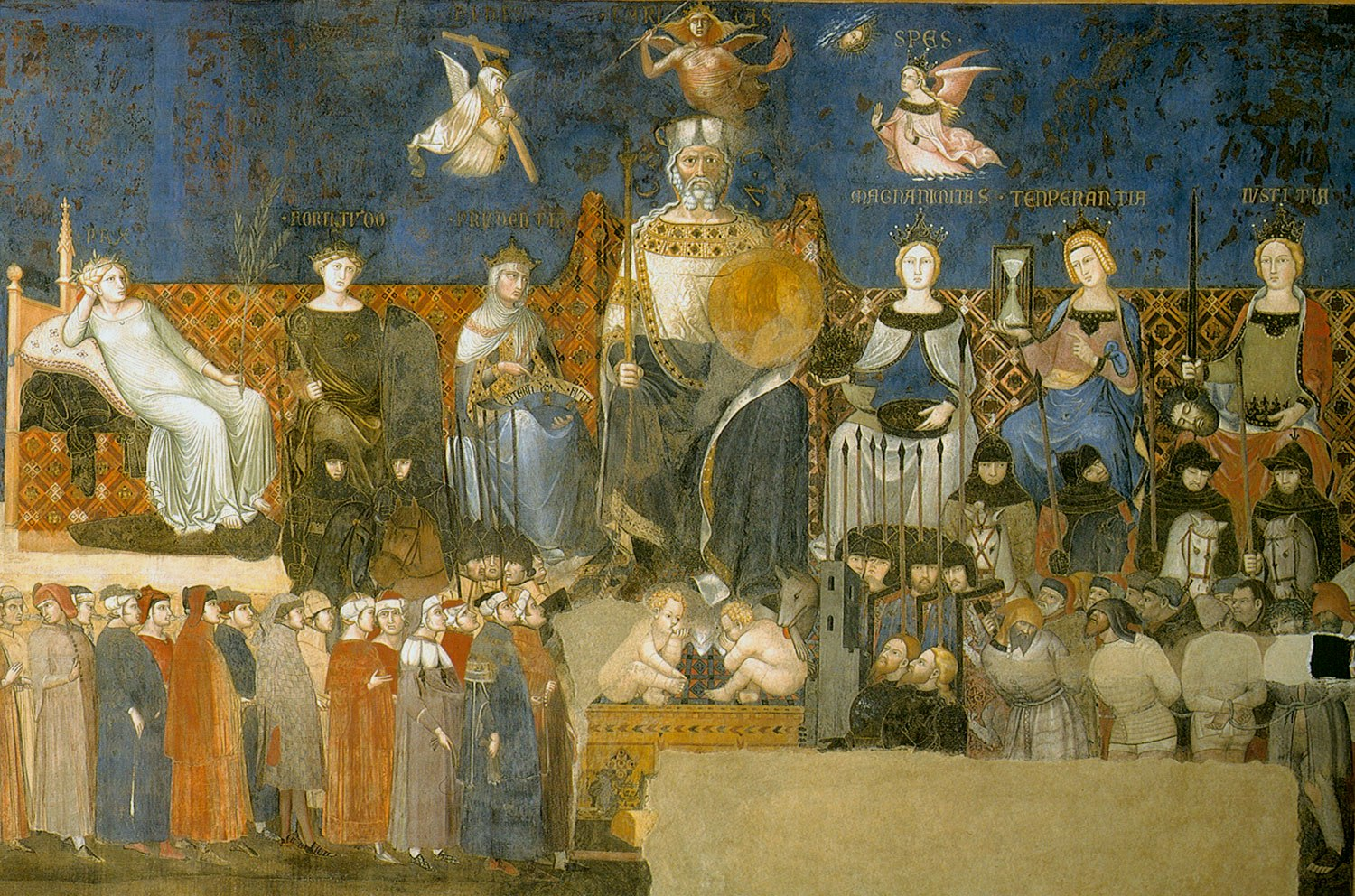
Lorenzetti, "Allegoria del buon Comune"

Con vicinanza si indicano le prime forme di istituzione democratica medievale espressa da varie organizzazioni nate a partire dal XI secolo, sia nelle campagne sia nelle città.

## Aspetti generali
Nell'Europa medievale, dove tutta l'organizzazione statale era delegata ai signori feudali, gli abitanti dei fondi cominciarono a riunirsi in assemblee (già in epoca longobarda) riconoscendosi reciprocamente dei diritti, che poi vennero ribaditi ed esercitati nei confronti del signore. Costui esercitava il proprio controllo sul feudo attraverso dei centri direttivi organizzatisi in ville e successivamente, in castelli. I coloni che lavoravano nei poderi, erano tenuti a versare un terzo del raccolto, pagare alcune tasse e a svolgere giornate lavorative gratuite presso i terreni gestiti in conto diretto (o indominicati) dal feudatario. Gli abitanti dei borghi invece dovevano corrispondere l'equivalente in denaro.
I soggetti presenti sul territorio potevano però, proteggersi ed ottenere rifugio presso la fortezza del signore che veniva percepita dagli abitanti come una resa pubblica. Difatti, sia i contadini sia i chierici provvedevano gratuitamente ai lavori di manutenzione del castello e svolgevano attività di vigilanza alternandosi in turni giornalieri e notturni (guaita).

## Organizzazioni democratiche
I feudatari, espletavano le loro funzioni di controllo attraverso la stesura di capitolari, raccolte di norme con le quali il signore esponeva le direttive organizzative a cui si sarebbe attenuto sul proprio territorio.
Il più delle volte, le leggi risultavano arbitrarie ed un sopruso tendeva a trasformarsi in un diritto acquisito. I cittadini andarono ad organizzarsi quindi, in piccoli istituti che all'inizio presero il nome di "vicinanze". Il buon vicino era, ad esempio: colui che aiutava a mantenere l'ordine pubblico, provvedeva alla manutenzione delle strade ed alla riparazione delle fognature. I vicini quindi, vennero inizialmente a creare quelle consuetudini e a riconoscere reciproci diritti, spesso all'insaputa del signore e dei suoi funzionari. La costituzione di queste istituzioni, avvenne dapprima nelle campagne ed in seguito nelle città. Quando sorgevano delle controversie, spesso i vicini si affidavano al giudizio di due "buoni uomini" che non rappresentavano, giuridicamente, i funzionari di nomina signorile. In seguito, le vicinanze vennero a coagularsi ed organizzarsi attraverso le "assemblee del vicinato o popoli", che solitamente si riunivano (in campagna) nelle pievi delle parrocchie sotto la supervisione del parroco. Argomento principale di queste assemblee, era il rapporto dei sottoposti nei riguardi del feudatario.
Ogni vicinanza o popolo, venne quindi ad essere retta da dei rappresentanti che portavano le richieste della collettività presso il signore. Ogni rappresentante, poteva ottenere udienza presso l'autorità ma non poteva corrispondere con i reggenti delle altre vicinanze.
Nel medio rurale, questo comportò il riconoscimento di alcuni diritti: i contadini erano tenuti ad ammassare le provviste alimentari nei magazzini del castello, ma non i capi di bestiame; che ognuno aveva la facoltà di mantenere privatamente. 
Al signore spettava la scelta degli strumenti per stabilire i pesi e le misure attraverso le quali si facevano le spartizioni, ma sotto la supervisione dei "buoni-uomini" in rappresentanza del popolo che li aveva eletti.

## Istituzioni pubbliche nei centri abitati
Il fenomeno si ripete, con modalità affini, all'interno dei borghi e nei villaggi. Qui, i cittadini, avevano con il signore feudale un rapporto più complesso e non di rado, basato sulla reciproca diffidenza.
I borghigiani, non operando nell'agricoltura erano tenuti a versare al feudatario come tributo, il corrispettivo in denaro. Oggettivamente poi, le città che si andavano via via a fortificare, non si sentivano in obbligo di pagare la tassa riguardante il diritto di rifugio presso il castello signorile. L'assemblea popolare qui, a differenza che nella campagna, esprimeva le esigenze particolari del quartiere a cui ogni cittadino era appartenente. Ogni popolo si riuniva presso il sagrato della propria chiesa ed esercitò il diritto di ingerenza sugli affari della curia. Si andò a costituire dapprincipio, un organismo laico che non solo sovraintendeva ai lavori pubblici (contribuendo alla formazione dell'intendeza delle belle arti) ma rivendicava una voce in capitolo, sull'elezione del vescovo il che costituiva una violazione del diritto canonico. I rettori laici in rappresentanza di ogni popolo provvedevano anche alla riscossione delle imposte, che venivano in seguito corrisposte al rappresentante del signore, o gastaldo. Ogni popolo, poteva eleggere quattro rettori laici che svolgevano azioni di politica interna - in rappresentanza del quartiere presso il feudatario- e di politica estera, potendo corrispondere anche con gli altri rappresentanti. Il potere esecutivo però, rimase nelle mani del gastaldo sino a quando, agli occhi del contado, la città stessa si andò strutturando come una fortezza difensiva: rimaneva solamente più vasta e popolosa. Molti contadini preferirono quindi, rifugiarsi tra le mura cittadine piuttosto che nei pressi del castello.
L'evoluzione di questo fenomeno, comportò la riunificazione delle istituzioni comunali nel massimo organismo direttivo: quello consolare. Ogni popolo eleggeva i propri consoli che si costituivano in assemblea ed attraverso di essa, imponevano -a nome della collettività- tasse nei riguardi dei locatari rurali. Il tutto si svolse, non senza momenti di tensione tra il signore e i cittadini. Il percorso si chiuse, quando avvenne la commistione, tra i rappresentanti feudali e quelli comunali. Gli abitanti del comune, eleggevano i loro consoli che mediante la pubblica assemblea, simboleggiavano la collettività, ed il feudatario prese ad eleggere uno tra essi, in qualità di vicecomites che a sua volta rappresentava il potere imperiale a livello cittadino. L'indipendenza vera e propria la si ottenne più tardi, con l'istituzione della carica del podestà.